# 东北银行地方流通券
东北银行地方流通券，简称為“东北币”，是从1945年11月5日至1951年年底由中国共产党所属金融机构——东北银行发行的货币，為此时期中国东北地区（包括东蒙地区）的主要流通货币。

## 历史
1945年10月，东北银行总行在沈阳市马路湾大街成立。1945年11月8日，东北银行总行印制的第一批钞票正式发行流通，名称为法币，票面有1元券、5元券、10元券3种，东北币1元等于满洲国圆10元，共发行1,900多万元。
1946年3月，中共中央东北局撤出沈阳后在抚顺召开的第一次财经会议上决定：“东北地区，由东北银行发行东北地方流通券，通行全境，全省可发行十元以下小票，在省内流通。”造币厂一部分由熊炳民带领撤向热河；另一部分由谢庸夫带领撤向通化，开始印制东北地方流通券，与滿洲國圓比值1：1，票面有1元券、5元券、10元券, 50元券、100元券、200元券、250元券、500元券、1000元券、5000元券、1万元券、5万元券、10万元券等多种，1946年发行1.64亿元，1947年发行1,309亿元，1948年上半年发行286亿元。
东北币发行之初，东北的国军軍隊处于进攻态势，各解放区被割裂，不能建立统一的货币体系。因此还发行了一些地方券：嫩江省银行币、黑龙江省克山县流通券、黑龙江省银行黑河地方流通券、合江省银行合江地方经济建设流通券、牡丹江实业银行币、东安地方流通券、吉东银行币、吉江流通券、辽东流通券、东北银行辽西流通券等地方货币。 
1946年9月2日东北银行总行迁入哈尔滨。1947年8月，在夏季攻势节节顺利，东北各解放区打通了交通与地域联系背景下，东北财经委员会于1947年8月召开第二次财经会议，决定建立统一的东北地方流通券货币体系。1948年11月东北银行总行迁回沈阳。
1951年3月20日，中华人民共和国中央人民政府政务院发布《关于统一关内外币制的命令》，决定收回东北币。1951年4月1日至30日为回收第一阶段，在无限制收兑同时，仍准许东北币流通。1951年5月1日至1951年12月31日为第二阶段，东北币停止流通，继续无限制收兑。收兑比价为东北币9.5元兑人民币1元。

## 辽西地方流通券
1946年1月，中共辽西省委在法库成立了西满实业公司金融部。1946年3月，西满实业公司金融部迁到郑家屯，在此基础上成立了东北银行辽西分行，经理任元志，副经理崔平，设团结印刷厂印制发行东北银行辽西地方流通券。1946年5月迁到洮南。1946年7月，东北银行辽西分行改为东北银行辽吉（行署）区分行。1947年3月将辽吉区分行改组为辽北省分行。发行1元、5元、10元、50元、100元、200元6种面额12种票券。各种票券正面均加盖“辽西”字样，票券两侧还都印有“地方”和“流通券”字样。1947年7月5日停止发行，总共发行28.33亿元。